# Campionati del mondo di atletica leggera indoor 2014
I Campionati del mondo di atletica leggera indoor 2014 (in inglese 15th IAAF World Championships in Athletics) sono stati la 15ª edizione dei Campionati del mondo di atletica leggera indoor. La competizione si è svolta dal 7 al 9 marzo presso l'Ergo Arena di Sopot, in Polonia.

## Criteri di partecipazione
Le tabelle che seguono riportano i tempi e le misure minimi che gli atleti dovevano aver stabilito (tra il 1º gennaio 2013 e il 24 febbraio 2014) per poter partecipare alla competizione.

### Uomini
| Gara                  | Prestazione indoor             | Prestazione outdoor              |
| --------------------- | ------------------------------ | -------------------------------- |
| 60 metri              | 6"65                           | 10"15 (100 m)                    |
| 400 metri             | 46"80                          | 45"10                            |
| 800 metri             | 1'47"00                        | 1'44"00                          |
| 1 500 metri           | 3'41"00 (o 3'58"00 nel miglio) | 3'34"00                          |
| 3 000 metri           | 7'52"00                        | 7'42"00 (o 13'15"00 nei 5 000 m) |
| 60 metri hs           | 7"74                           | 13"50 (110 m hs)                 |
| Staffetta 4×400 metri | nessun minimo                  | nessun minimo                    |
| Salto in alto         | 2,30 m                         | -                                |
| Salto con l'asta      | 5,75 m                         | -                                |
| Salto in lungo        | 8,16 m                         | -                                |
| Salto triplo          | 17,00 m                        | -                                |
| Getto del peso        | 20,30 m                        | -                                |

### Donne
| Gara                  | Prestazione indoor             | Prestazione outdoor              |
| --------------------- | ------------------------------ | -------------------------------- |
| 60 metri              | 7"32                           | 11"20 (100 m)                    |
| 400 metri             | 53"15                          | 51"20                            |
| 800 metri             | 2'03"00                        | 1'59"00                          |
| 1 500 metri           | 4'14"00 (o 4'31"00 nel miglio) | 4'03"50                          |
| 3 000 metri           | 9'02"00                        | 8'38"00 (o 15'00"00 nei 5 000 m) |
| 60 metri hs           | 8"16                           | 12"90 (100 m hs)                 |
| Staffetta 4×400 metri | nessun minimo                  | nessun minimo                    |
| Salto in alto         | 1,94 m                         | -                                |
| Salto con l'asta      | 4,71 m                         | -                                |
| Salto in lungo        | 6,70 m                         | -                                |
| Salto triplo          | 14,25 m                        | -                                |
| Getto del peso        | 17,80 m                        | -                                |

### Regole di partecipazione

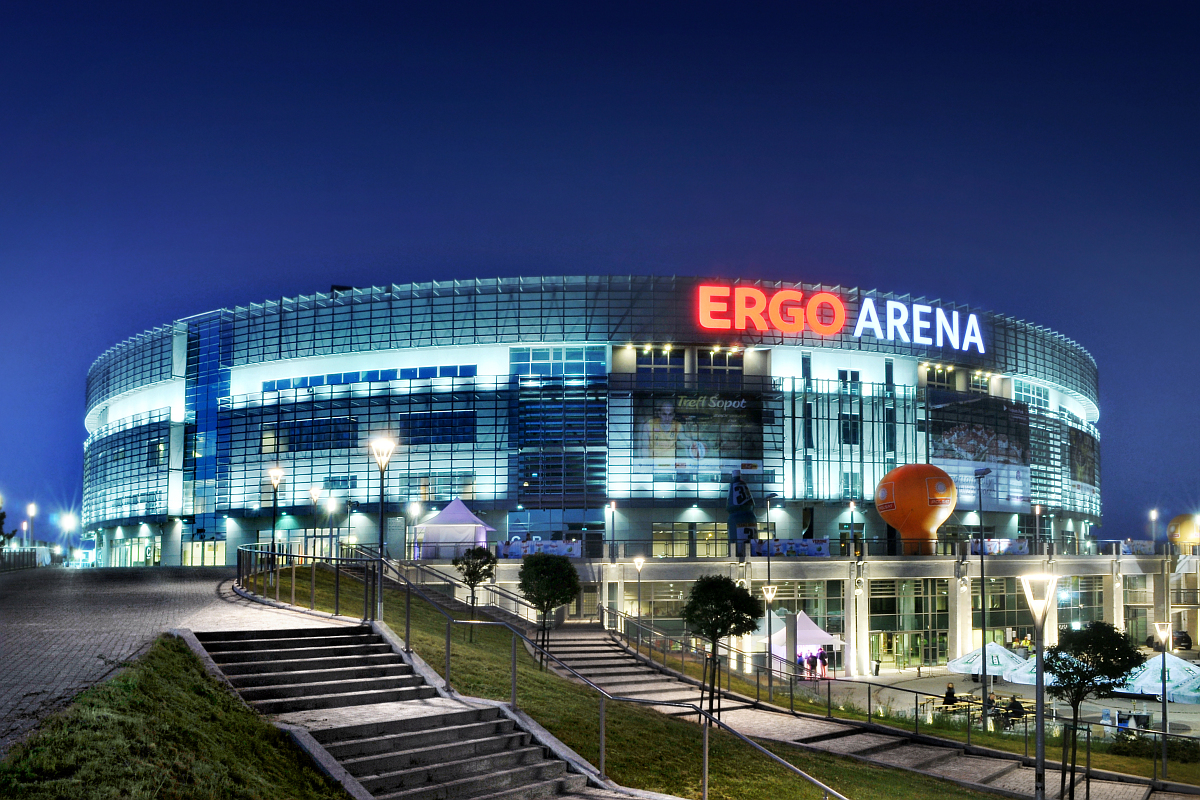
L'Ergo Arena.

- Ogni Paese può presentare fino a tre atleti per ogni specialità che risultano avere il minimo di partecipazione. Di questi, solo due possono prender parte alla gara (con l'eccezione del salto con l'asta, dell'eptathlon, del pentathlon e delle staffette).
- Per quanto riguarda le prove multiple, la IAAF invita a partecipare 8 atleti uomini e 8 donne secondo questi criteri:
  - il vincitore del Combined Events Challenge 2013;
  - i tre migliori atleti provenienti dalle classifiche outdoor 2013 (al 31 dicembre), con un massimo di un atleta per Paese;
  - i tre migliori atleti provenienti dalle classifiche indoor 2013 (al 17 febbraio 2013);
  - un atleta scelto a discrezione della IAAF;

In totale, non possono partecipare più di due atleti uomini e due atlete donne per ciascun Paese;
- Per la staffetta, ogni atleta può inserire fino a sei atleti per ogni squadra;
- I Paesi che non hanno atleti uomini o donne qualificatisi, possono presentare un solo atleta uomo o un'atleta donna;
- L'accettazione delle iscrizioni degli atleti non qualificatisi è a discrezione dei delegati tecnici;
- Se il paese ospitante non ha atleti qualificati in una gara, può comunque far partecipare un solo atleta in tale gara, indipendentemente dall'ottenimento del minimo di partecipazione (ad eccezione di eptathlon e pentathlon).
- Gli atleti con un'età compresa tra i 16 e i 17 anni (al 31 dicembre 2014, ovvero nati nel 1997 o 1998) non possono partecipare al getto del peso maschile;
- Non possono prendere parte a nessuna gara in programma atleti minori di 16 anni (al 31 dicembre 2014).

## Mascotte

La mascotte di Sopot 2014

La mascotte dei campionati era un gabbiano di nome Sopotek che indossava una tenuta gialla e azzurra (i colori della bandiera di Sopot), disegnato dalla locale Università di educazione fisica e sport.
Il suo motto era «Sky is the limit!» («Il limite è il cielo»).

## Calendario
| Data             | 7 | 7  | 8 | 8    | 9 | 9    |
| Evento           |   |    |   |      |   |      |
| ---------------- | - | -- | - | ---- | - | ---- |
| 60 m             |   | B  |   | SF F |   |      |
| 400 m            | B | SF |   | F    |   |      |
| 800 m            | B |    |   |      |   | F    |
| 1 500 m          | B |    |   | F    |   |      |
| 3 000 m          |   | B  |   |      |   | F    |
| 60 m hs          |   |    | B |      |   | SF F |
| Salto in alto    |   |    | Q |      |   | F    |
| Salto con l'asta |   |    |   | F    |   |      |
| Salto in lungo   |   | Q  |   | F    |   |      |
| Salto triplo     |   |    | Q |      |   | F    |
| Getto del peso   | Q | F  |   |      |   |      |
| Eptathlon        | F | F  | F | F    |   |      |
| 4×400 m          |   |    | B |      |   | F    |

| P | Batterie preliminari | B | Batterie | Q | Qualificazioni | SF | Semifinali | F | Finale |

| Data             | 7 | 7  | 8 | 8    | 9 | 9    |
| Evento           |   |    |   |      |   |      |
| ---------------- | - | -- | - | ---- | - | ---- |
| 60 m             |   |    | B |      |   | SF F |
| 400 m            | B | SF |   | F    |   |      |
| 800 m            | B |    |   |      |   | F    |
| 1 500 m          |   | B  |   | F    |   |      |
| 3 000 m          | B |    |   |      |   | F    |
| 60 m hs          |   | B  |   | SF F |   |      |
| Salto in alto    | Q |    |   | F    |   |      |
| Salto con l'asta |   |    |   |      |   | F    |
| Salto in lungo   |   |    | Q |      |   | F    |
| Salto triplo     | Q |    |   | F    |   |      |
| Getto del peso   |   |    | Q | F    |   |      |
| Pentathlon       | F | F  |   |      |   |      |
| 4×400 m          |   |    | B |      |   | F    |

## Medagliati

### Uomini
| Specialità | Oro                                                                                            | Prestazione | Argento                                                                                 | Prestazione | Bronzo                                                                                          | Prestazione |
| --- | ---------------------------------------------------------------------------------------------- | ----------- | --------------------------------------------------------------------------------------- | ----------- | ----------------------------------------------------------------------------------------------- | ----------- |
| Corse piane |                                                                                                |             |                                                                                         |             |                                                                                                 |             |
| 60 m | Richard Kilty                                                                                  | 6"49        | Marvin Bracy                                                                            | 6"51        | Femi Ogunode                                                                                    | 6"52        |
| 400 m | Pavel Maslák                                                                                   | 45"24       | Chris Brown                                                                             | 45"58       | Kyle Clemons                                                                                    | 45"74       |
| 800 m | Mohammed Aman                                                                                  | 1'46"40     | Adam Kszczot                                                                            | 1'46"76     | Andrew Osagie                                                                                   | 1'47"10     |
| 1 500 m | Ayanleh Souleiman                                                                              | 3'37"52     | Aman Wote                                                                               | 3'38"08     | Abdalaati Iguider                                                                               | 3'38"21     |
| 3 000 m | Caleb Ndiku                                                                                    | 7'54"94     | Bernard Lagat                                                                           | 7'55"22     | Dejen Gebremeskel                                                                               | 7'55"39     |
| Corse a ostacoli |                                                                                                |             |                                                                                         |             |                                                                                                 |             |
| 60 m hs | Omo Osaghae                                                                                    | 7"45        | Pascal Martinot-Lagarde                                                                 | 7"46        | Garfield Darien                                                                                 | 7"47        |
| Salti |                                                                                                |             |                                                                                         |             |                                                                                                 |             |
| Salto con l'asta | Konstadínos Filippídis                                                                         | 5,80 m      | Malte Mohr                                                                              | 5,80 m      | Jan Kudlička                                                                                    | 5,80 m      |
| Salto in alto | Mutaz Essa Barshim                                                                             | 2,38 m      | Ivan Uchov                                                                              | 2,38 m      | Andrij Procenko                                                                                 | 2,36 m      |
| Salto in lungo | Mauro Vinícius da Silva                                                                        | 8,28 m      | Li Jinzhe                                                                               | 8,23 m      | Michel Tornéus                                                                                  | 8,21 m      |
| Salto triplo | Ljukman Adams                                                                                  | 17,37 m     | Ernesto Revé                                                                            | 17,33 m     | Pedro Pablo Pichardo                                                                            | 17,24 m     |
| Lanci |                                                                                                |             |                                                                                         |             |                                                                                                 |             |
| Getto del peso | Ryan Whiting                                                                                   | 22,05 m     | David Storl                                                                             | 21,79 m     | Tomas Walsh                                                                                     | 21,26 m     |
| Prove multiple |                                                                                                |             |                                                                                         |             |                                                                                                 |             |
| Eptathlon | Ashton Eaton                                                                                   | 6 632 p.    | Andrėj Kraŭčanka                                                                        | 6 303 p.    | Thomas van der Plaetsen                                                                         | 6 259 p.    |
| Staffette |                                                                                                |             |                                                                                         |             |                                                                                                 |             |
| 4×400 m | Stati Uniti Kyle Clemons David Verburg Kind Butler Calvin Smith Clayton Parros Ricky Babineaux | 3'02"13     | Gran Bretagna Conrad Williams Jamie Bowie Luke Lennon-Ford Nigel Levine Michael Bingham | 3'03"49     | Giamaica Errol Nolan Allodin Fothergill Akheem Gauntlett Edino Steele Dane Hyatt Jermaine Brown | 3'03"69     |
| record mondiale; record mondiale stagionale; record africano; record asiatico; record europeo; record nord-centroamericano e caraibico; record sudamericano; record oceaniano; record dei campionati; record nazionale; record personale; record personale stagionale. |                                                                                                |             |                                                                                         |             |                                                                                                 |             |

### Donne
| Specialità | Oro | Prestazione | Argento | Prestazione   | Bronzo                                                                                    | Prestazione   |
| --- | --- | ----------- | --- | ------------- | ----------------------------------------------------------------------------------------- | ------------- |
| Corse piane | |             | |               |                                                                                           |               |
| 60 m | Shelly-Ann Fraser-Pryce                                                                                   | 6"98        | Murielle Ahouré                                                                                             | 7"01          | Tianna Bartoletta                                                                         | 7"06          |
| 400 m | Francena McCorory                                                                                         | 51"12       | Kaliese Spencer                                                                                             | 51"54         | Shaunae Miller                                                                            | 52"06         |
| 800 m | Chanelle Price                                                                                            | 2'00"09     | Angelika Cichocka                                                                                           | 2'00"45       | Maryna Arzamasava                                                                         | 2'00"79       |
| 1 500 m | Abeba Aregawi                                                                                             | 4'00"61     | Axumawit Embaye                                                                                             | 4'07"12       | Nicole Sifuentes                                                                          | 4'07"61       |
| 3 000 m | Genzebe Dibaba                                                                                            | 8'55"04     | Hellen Obiri                                                                                                | 8'57"72       | Maryam Yusuf Jamal                                                                        | 8'59"16       |
| Corse a ostacoli | |             | |               |                                                                                           |               |
| 60 m hs | Nia Ali                                                                                                   | 7"80        | Sally Pearson                                                                                               | 7"85          | Tiffany Porter                                                                            | 7"86          |
| Salti | |             | |               |                                                                                           |               |
| Salto con l'asta | Yarisley Silva                                                                                            | 4,70 m      | Anželika Sidorova Jiřina Svobodová                                                                          | 4,70 m        | Non assegnato                                                                             | Non assegnato |
| Salto in alto | Marija Lasickene Kamila Lićwinko                                                                          | 2,00 m      | Non assegnato                                                                                               | Non assegnato | Ruth Beitia                                                                               | 2,00 m        |
| Salto in lungo | Éloyse Lesueur                                                                                            | 6,85 m      | Katarina Johnson-Thompson                                                                                   | 6,81 m        | Ivana Španović                                                                            | 6,77 m        |
| Salto triplo | Ekaterina Koneva                                                                                          | 14,46 m     | Ol'ha Saladucha                                                                                             | 14,45 m       | Kimberly Williams                                                                         | 14,39 m       |
| Lanci | |             | |               |                                                                                           |               |
| Getto del peso | Valerie Adams                                                                                             | 20,67 m     | Christina Schwanitz                                                                                         | 19,94 m       | Gong Lijiao                                                                               | 19,24 m       |
| Prove multiple | |             | |               |                                                                                           |               |
| Pentathlon | Nadine Broersen                                                                                           | 4 830 p.    | Brianne Theisen-Eaton                                                                                       | 4 768 p.      | Alina Fëdorova                                                                            | 4 724 p.      |
| Staffette | |             | |               |                                                                                           |               |
| 4×400 m | Stati Uniti Natasha Hastings Joanna Atkins Francena McCorory Cassandra Tate Jernail Hayes Monica Hargrove | 3'24"83     | Giamaica Patricia Hall Anneisha McLaughlin Kaliese Spencer Stephenie McPherson Verone Chambers Natoya Goule | 3'26"54       | Gran Bretagna Eilidh Child Shana Cox Margaret Adeoye Christine Ohuruogu Victoria Ohuruogu | 3'27"90       |
| record mondiale; record mondiale stagionale; record africano; record asiatico; record europeo; record nord-centroamericano e caraibico; record sudamericano; record oceaniano; record dei campionati; record nazionale; record personale; record personale stagionale. | |             | |               |                                                                                           |               |

## Medagliere
| Posizione | Paese          | Oro | Argento | Bronzo | Totale |
| --------- | -------------- | --- | ------- | ------ | ------ |
| 1         | Stati Uniti    | 8   | 2       | 2      | 12     |
| 2         | Russia         | 3   | 2       | 0      | 5      |
| 3         | Etiopia        | 2   | 2       | 1      | 5      |
| 4         | Gran Bretagna  | 1   | 2       | 3      | 6      |
| 5         | Giamaica       | 1   | 2       | 2      | 5      |
| 6         | Polonia        | 1   | 2       | 0      | 3      |
| 7         | Cuba           | 1   | 1       | 1      | 3      |
| 7         | Francia        | 1   | 1       | 1      | 3      |
| 7         | Rep. Ceca      | 1   | 1       | 1      | 3      |
| 10        | Kenya          | 1   | 1       | 0      | 2      |
| 11        | Nuova Zelanda  | 1   | 0       | 1      | 2      |
| 11        | Qatar          | 1   | 0       | 1      | 2      |
| 11        | Svezia         | 1   | 0       | 1      | 2      |
| 14        | Brasile        | 1   | 0       | 0      | 1      |
| 14        | Gibuti         | 1   | 0       | 0      | 1      |
| 14        | Grecia         | 1   | 0       | 0      | 1      |
| 14        | Paesi Bassi    | 1   | 0       | 0      | 1      |
| 18        | Germania       | 0   | 3       | 0      | 3      |
| 19        | Ucraina        | 0   | 1       | 2      | 3      |
| 20        | Bahamas        | 0   | 1       | 1      | 2      |
| 20        | Bielorussia    | 0   | 1       | 1      | 2      |
| 20        | Canada         | 0   | 1       | 1      | 2      |
| 20        | Cina           | 0   | 1       | 1      | 2      |
| 24        | Australia      | 0   | 1       | 0      | 1      |
| 24        | Costa d'Avorio | 0   | 1       | 0      | 1      |
| 26        | Bahrein        | 0   | 0       | 1      | 1      |
| 26        | Belgio         | 0   | 0       | 1      | 1      |
| 26        | Marocco        | 0   | 0       | 1      | 1      |
| 26        | Spagna         | 0   | 0       | 1      | 1      |
| 26        | Serbia         | 0   | 0       | 1      | 1      |
| Totale    | Totale         | 27  | 26      | 25     | 78     |